# خوکچه صخره
خوکچه صخره (نام علمی: Kerodon) نام یک سرده از تیره خوگچگان هندی است.